# 維管束植物
維管束植物（いかんそくしょくぶつ、TracheophytaまたはTracheobiota、英: Vascular plant）は、維管束を持つ植物のグループである。単系統群であり、分類体系によっては門とする場合もある。

## 概要
いわゆる維管束を持つ植物のことである。維管束とは水・ミネラル・光合成産物を植物体全体に輸送するための組織であり、木部と師部からなる。
大葉シダ植物、ヒカゲノカズラ植物、種子植物（裸子植物、被子植物）を含む。植物の内からコケ植物（コケ類）や藻類を除いた群である。さらに、維管束植物とコケ植物をまとめた群も単系統をなすと考えられており、これを陸上植物という。
維管束植物には次のような2つの特徴がある。
- 維管束を持つ。
維管束は、植物体を維持し、その隅々に水や栄養を運ぶことが出来る。このため維管束植物は非維管束植物より一般に大型である。また、根・茎・葉などの分化した器官を持ち、それぞれにおいて維管束の配置が異なる。
- 維管束植物の主要な生育相は胞子体で、2倍体である。

維管束の存在は、これらの植物の大型化を助けたものと考えられ、地上が森林で覆われることに寄与したと考えられる。これらの植物は、太い幹を発達させ、セルロースの多大な蓄積を地表にもたらした。これがさらに菌類の進化を誘導したとの考えもある。